# Mimodorcadion
Mimodorcadion is een kevergeslacht uit de familie van de boktorren (Cerambycidae). De wetenschappelijke naam van het geslacht werd voor het eerst geldig gepubliceerd in 1942 door Breuning.

## Soorten
Mimodorcadion is monotypisch en omvat slechts de volgende soort:
- Mimodorcadion indicum (Guérin-Méneville, 1844)